# Embalse Salvajina
Embalse Salvajina är en reservoar i Colombia.   Den ligger i departementet Cauca, i den västra delen av landet, 300 km sydväst om huvudstaden Bogotá. Embalse Salvajina ligger 1 146 meter över havet. Arean är 31 kvadratkilometer. I omgivningarna runt Embalse Salvajina växer i huvudsak städsegrön lövskog. Den sträcker sig 19,5 kilometer i nord-sydlig riktning, och 7,4 kilometer i öst-västlig riktning.
Följande samhällen ligger vid Embalse Salvajina:
- Suárez (9 985 invånare)